# Gentiaanblauwtje
Het gentiaanblauwtje (Maculinea alcon, ook wel geplaatst in de geslachten Phengaris en Glaucopsyche) is een vlinder van natte heidebiotopen en vochtige schrale graslanden. Ondanks wettelijke bescherming blijft het gentiaanblauwtje in Vlaanderen achteruitgaan. De soort is in Vlaanderen (België) bedreigd en in heel Europa, ook in Nederland, kwetsbaar.

## Verspreiding
Het verspreidingsgebied van het gentiaanblauwtje strekt zich uit van Zuid-Scandinavië tot Noord-Spanje en van West-Frankrijk tot de Kaukasus en Centraal-Azië. In België komt het enkel voor in Vlaanderen. In Nederland is de soort vrij zeldzaam en komt voor in de zandgebieden. Uit de duinen is zij verdwenen. De Vlaamse populatie ligt aan de zuidgrens van een aaneengesloten deel van het verspreidingsgebied dat via Nederland, Noord-Duitsland en Denemarken doorloopt tot Zuidwest-Zweden. 
De vlinder komt enkel voor op vochtige heide, in veengebieden en op heischrale graslanden. Het gentiaanblauwtje is een zeer gespecialiseerde dagvlinder die voor zijn overleving afhankelijk is van de bloemen van de klokjesgentiaan (Gentiana pneumonanthe) en bepaalde mieren.

## Kenmerken
Het gentiaanblauwtje is een middelgrote vlinder die een spanwijdte of vlucht van de voorvleugels bereikt van 32 tot 36 millimeter. De bovenzijde van de vleugels is bij mannetjes blauw met zwartbruine vleugelranden. De bovenzijde van de vleugels bij vrouwtjes is grijsbruin met wat blauw aan de vleugelbasis en donkere vlekken op de voorvleugels. De onderzijde van de vleugels is bij beide seksen licht grijsbruin met twee rijen witgerande zwarte stippen.
De eitjes zijn te herkennen doordat ze helder wit afsteken tegen de paarsblauwe kroonbladeren en groene stengel en bladeren van de klokjesgentiaan. De rups is lichtgroen of roodachtig bruin van kleur en heeft een donkere kop.
Het gentiaanblauwtje is een van de grootste van de familie van de blauwtjes; de soort lijkt uiterlijk op het berggentiaanblauwtje. Deze laatste soort heeft echter een ander verspreidingsgebied, zodat er in het veld geen verwarring is.
De bovenkant van de mannetjes is blauw; bij het vrouwtje is het blauw beperkt tot de vleugelbasis en is de rest van de bovenkant grijsbruin. Het meest kenmerkende is echter de onderkant van de vleugels die licht grijsbruin zijn en twee rijen witomzoomde zwarte stippen hebben. Verwarring is mogelijk met drie andere blauwtjes die regelmatig op heidevelden worden gezien: het heideblauwtje en het icarusblauwtje, die beide oranje vlekken op de vleugelonderkant hebben, en het boomblauwtje die echter een lichte grijsblauwe onderkant heeft.

## Voortplanting

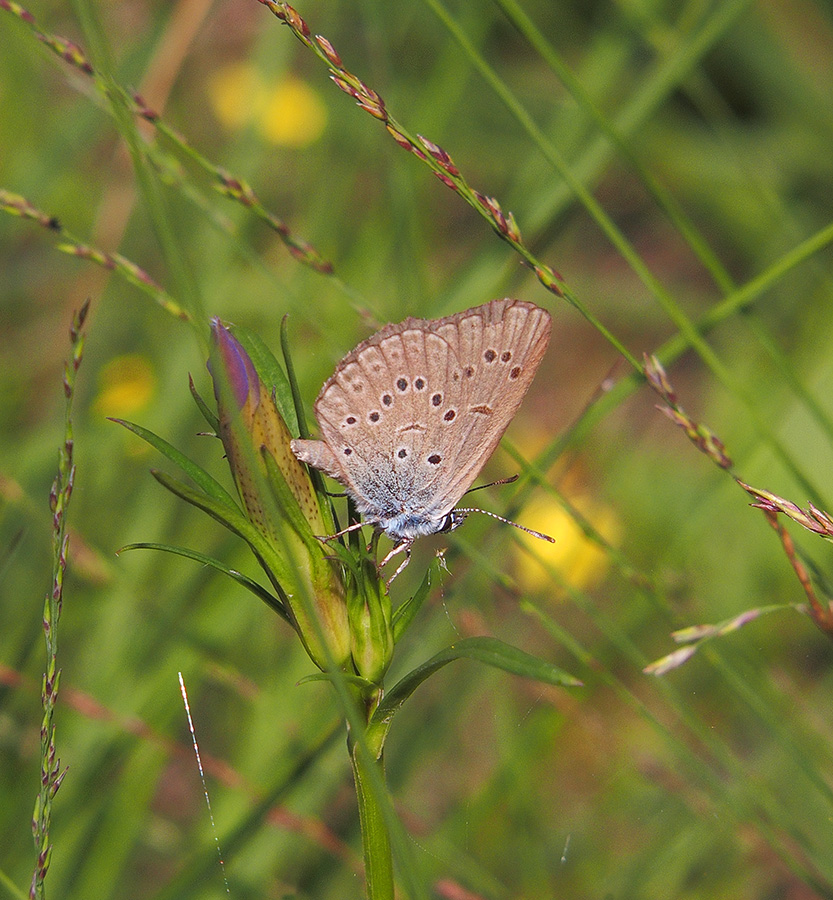
Ei-afzettend gentiaanblauwtje

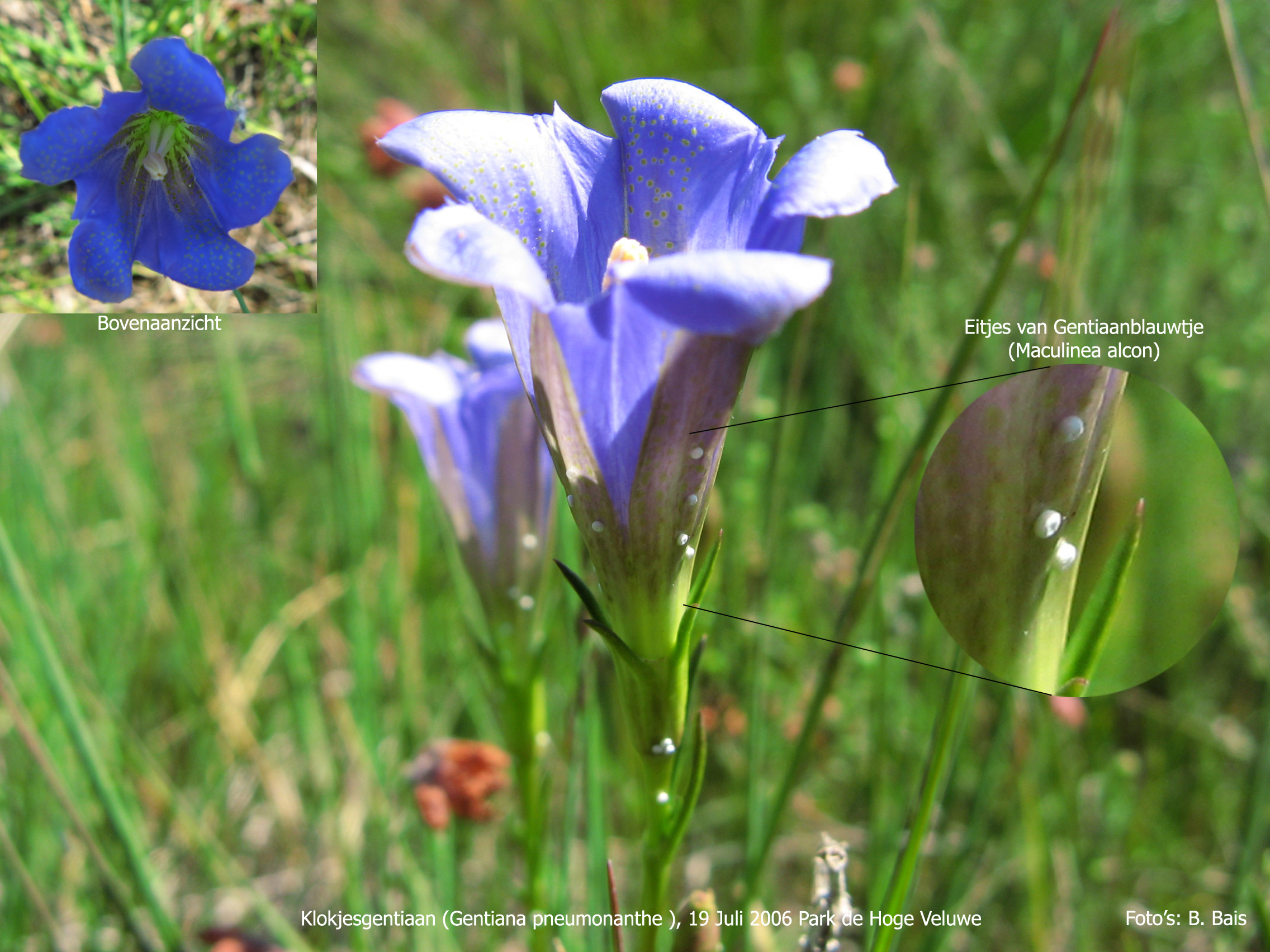
Klokjesgentiaan met afgezette eitjes van het gentiaanblauwtje

Na de paring zet het vrouwtje haar eitjes meestal af op de bijna volgroeide, maar nog gesloten bloemknoppen van klokjesgentiaan. Gemiddeld zetten ze zo’n zeven eitjes per bloemknop af, waarvan er slechts twee tot drie rupsen het vierde rupsstadium halen. Na 10 dagen kruipt de larve uit het ei en eet zich een weg naar de zachte bloemdelen in het binnenste van de bloem. Na 10 dagen kruipt de larve weer naar buiten en laat zich op de grond vallen. Hier wacht de rups geduldig op de komst van een bossteekmier (Myrmica ruginodis) of een moerassteekmier (M.scabrinodis). Deze neemt de rups mee naar het mierennest. De rups scheidt een stof af die precies overeenkomt met dat van larven van de mier. De mieren beschermen en voeden de rups met mierenlarven en –eitjes, maar ook met prooien van de mieren. De rups parasiteert op de mieren, deze specifieke vorm van parasitisme wordt broedparasitisme genoemd. In begin van de volgende zomer is de rups volledig ontwikkeld en vindt de verpopping plaats. Na een popstadium van drie weken komen begin juli de eerste vlinders uit de pop en verlaten zo snel mogelijk het mierennest. De mannetjes en vrouwtjes zoeken elkaar op waarna de cyclus zich herhaalt. De vlinder vliegt in één generatie per jaar van begin juni tot eind augustus, met een piek tussen 20 juli en 20 augustus.

## Bescherming door beheer
Voor het gentiaanblauwtje geschikt natuurbeheer moet zorgen voor twee essentiële zaken: voldoende  klokjesgentianen voor de eiafzet en een vrij grote dichtheid aan mierennesten van het geslacht Myrmica. Om zowel kiemingsplaatsen voor nieuwe gentianen als nestgelegenheid voor waardmieren te bieden, moet een gebied zowel jonge als een goed ontwikkelde vegetaties hebben. Het gaat hier om volgende habitats: vooral natte heide, hoogvenen, randen van vennen, heischrale graslanden en blauwgraslanden.
Voor het klokjesgentiaan moet het grondwaterpeil voldoende hoog gehouden worden zodat deze kunnen kiemen. Het grondwaterpeil mag echter in de winter niet te langdurig boven het maaiveld staan omdat de overwinterde rupsen (en de mieren zelf) in de mierennesten kunnen verdrinken. De meest geschikte beheersvorm voor het creëren van een goede vegetatiestructuur is extensieve begrazing, maar indien het om een kleine populatie gaat, moet erop toegezien worden dat de klokjesgentianen (en de daarop gelegde eitjes) niet door de grazers afgevreten worden.
Kleinschalig plaggen in de buurt van klokjesgentianen kan er eveneens voor zorgen dat de zaden van de waardplant beter kiemen. Aangezien het meerdere jaren duurt vooraleer de knoopmieren op geplagde stukken opnieuw nesten bouwen, moet het plaggen beperkt blijven tot enkele vierkante meters. Heischrale graslanden kunnen na midden september gefaseerd gemaaid worden om de klokjesgentianen te behouden.

## Gentiaanblauwtje in Vlaanderen
Op één oude, niet-gedateerde waarneming uit de Scheldevallei na, is de Vlaamse verspreiding van het gentiaanblauwtje in de 20ste eeuw steeds beperkt geweest tot de Kempen. Voor 1991 kwam het gentiaanblauwtje vrij verspreid voor in de Kempen. In de periode 1991-1998 nam het aantal regio’s waarin het gentiaanblauwtje voorkwam met de helft af. De verspreiding is anno 2000 nog verder beperkt; er is sprake van een achteruitgang van 69% in vergelijking met de periode voor 1991. Alle in 2000 bekende populaties van het gentiaanblauwtje bevonden zich in de noordelijke en oostelijke Kempen. Door het gebruik van een inventarisatieraster van 5x5 km is het mogelijk dat de achteruitgang nog wordt onderschat, terwijl de verspreiding wordt overschat.
Vlaanderen telt twaalf populaties van het gentiaanblauwtje in negen gebieden: vier populaties in vier gebieden in de provincie Antwerpen en acht populaties in vijf gebieden in de provincie Limburg. Dit laatste komt doordat in de vallei van de Zwarte Beek het gentiaanblauwtje aanwezig is in vier deelgebieden die van elkaar gescheiden zijn door minstens 700 meter. Deze worden beschouwd als aparte populaties omdat gentiaanblauwtjes zeer standvastig zijn.
De bescherming van het gentiaanblauwtje gaat gepaard met aandacht voor het welzijn van totaal andere organismen zoals planten en andere, niet-verwante insecten. De enige waardplant van het gentiaanblauwtje is de klokjesgentiaan. Deze plant wordt in Vlaanderen als bedreigd beschouwd en daarom wettelijk beschermd. Samen met de waardplant, de waardmieren en andere knoopmieren en de parasiterende sluipwesp, vormt het gentiaanblauwtje een hechte levensgemeenschap. De voornaamste habitat van het gentiaanblauwtje in Vlaanderen - de Noord-Atlantische natte heide met gewone dopheide - is een volgens de Europese Habitatrichtlijn te beschermen habitattype.
In opdracht van de afdeling natuur van de Vlaamse Gemeenschap werd het soortbeschermingsplan gentiaanblauwtje opgesteld door de Onderzoeksgroep Dierenecologie van de Universiteit Antwerpen. Dit biedt een wetenschappelijk onderbouwd, concreet en gebiedsgericht actieplan om deze bedreigde vlinder in Vlaanderen te behouden en zijn leefgebieden te versterken en te herstellen. Het is het eerste Vlaamse beschermingsplan voor een ongewerveld dier.

## Duingentiaanblauwtje
Het duingentiaanblauwtje (Maculinea alcon arenaria) is een uitgestorven ondersoort van het gentiaanblauwtje die alleen in Nederland voorkwam. Er waren twee populaties van het duingentiaanblauwtje bekend: in Meijendel, een duingebied tussen Wassenaar en Den Haag, en in De Meije, een lintdorp bij de Nieuwkoopse Plassen. Deze standvlinder leefde in vrij voedselarme duingraslanden met waardplanten.
Het duingentiaanblauwtje had in Meijendel de kruisbladgentiaan (Gentiana cruciata) als waardplant, ook het berggentiaanblauwtje (Maculinea rebeli), dat in de Lage Landen niet voorkomt leeft hiervan. Het duingentiaanblauwtje in De Meije had de klokjesgentiaan (Gentiana pneumonanthe) als waardplant. Het duingentiaanblauwtje was een uiterst zeldzame standvlinder, er is weinig over deze ondersoort vastgelegd. In De Meije verdween deze vlinder in 1975 en in de duinen van Meijendel verdween zij in 1979.